# Беккул Баба
Беккул Баба (каз. Бекқұл баба, до 2010 г. — Красносельское) —бывшее село в Актюбинской области Казахстана. Находилось в подчинении городской администрации Актобе. В 2018 году стало жилым массивом города Актобе в составе Алматинского административного района. Входило в состав Благодарного сельского округа. Код КАТО — 151031300.

## История
Населенный пункт возник как подсобное хозяйство завода «Актюбинсксельмаш», по этой причине до начала 1990-х годов село носило название Подхоз. До 1995 года входило в состав Новотроицкого сельсовета Хромтауского района.

## Население
В 1999 году население села составляло 474 человека (239 мужчин и 235 женщин). По данным переписи 2009 года, в селе проживал 831 человек (434 мужчины и 397 женщин).